# 24464 Williamkalb
24464 Williamkalb (tên chỉ định: 2000 SX124) là một tiểu hành tinh vành đai chính. Nó được phát hiện bởi dự án Nghiên cứu tiểu hành tinh gần Trái Đất Lincoln ở Socorro, New Mexico, ngày 24 tháng 9 năm 2000. Nó được đặt theo tên William B. Kalb, an American high school student whose materials và bioengineering project won second place ở the 2008 Giải thưởng Khoa học và Kỹ thuật Intel.